# Mitja Gaspari
Mitja Gaspari , slovenski ekonomist, bančnik in politik, * 25. november 1951, Ljubljana, Slovenija.

## Življenjepis
Diplomiral je na Ekonomski fakulteti Univerze v Ljubljani. Leta 1975 se je zaposlil v Narodni banki Slovenije, kjer je bil v osemdesetih direktor analitsko raziskovalnega centra, junija 1987 pa je postal namestnik guvernerja. Leta 1988 je postal namestnik guvernerja Narodne banke Jugoslavije. Leta 1989 je končal magistrski študij na Ekonomski fakulteti v Beogradu. V letih 1991 in 1992 je delal kot senior financial economist Svetovne banke v Washingtonu, junija 1992 pa je postal minister za finance v vladi Janeza Drnovška.
Leta 2000 je bil na parlamentarnih volitvah kot neodvisni kandidat na listi LDS izvoljen v Državni zbor. Aprila 2001 je bil na predlog predsednika Republike Milana Kučana v državnem zboru izvoljen za Guvernerja Banke Slovenije. Kot guverner je bil tudi član Sveta Evropske centralne banke in član razširjenega sveta Evropske centralne banke v Frankfurtu. V tem obdobju je Slovenija kot prva izmed novih članic Evropske unije izpolnila pogoje za uvedbo evra in ga 1. januarja 2007 tudi uvedla. Kljub temu mu Državni zbor 2. februarja ni izglasoval še enega šestletnega mandata.
17. julija se je odločil kandidirati na predsedniških volitvah 2007 kot neodvisni kandidat, podprla ga je tudi stranka LDS. V prvem krogu volitev je zasedel tretje mesto, takoj za Danilom Türkom (končnim zmagovalcem volitev), in se tako ni uspel uvrstiti v drugi krog.